# Biały Meczet w Beracie
Biały Meczet (alb. Xhamia e Bardhë) – ruiny zabytkowego meczetu znajdujące się na akropolu w Beracie, w południowej Albanii. 
Został wybudowany w Starym Mieście w drugiej połowie XVI wieku w twierdzy Berat, służył miejscowemu garnizonowi. Pozostały z niego zarysy murów oraz fundamenty minaretu. Sąsiadują z nim ruiny Czerwonego Meczetu.
W 1961 roku obiekt został wpisany na listę religijnych zabytków kulturowych Albanii (Objekte fetare me statusin Monument Kulture) (0003).